# The Stylistics
The Stylistics — американський соул-гурт.
Утворений 1968 року у Філадельфії колишніми учасниками філадельфійських формацій The Monarchs та The Percussions, а саме: Расселлом Томпкінсом-молодшим (Russell Thompkins Jr.; 21 березня 1951) — вокал; Джеймсом Смітом (James Smith; 16 червня 1950, Нью-Йорк, США) — вокал; Джеймсом Данном (James Dunn; 4 лютого 1950, Філадельфія, Пенсільванія, США) — вокал; Ейрріоном Лавом (Airrion Love; 8 серпня 1949) — вокал та Хербі Мерреллом (Herbie Murrell; 27 квітня 1949, Лейн, Південна Кароліна, США) — вокал.
Того ж 1968 року ці п'ятеро темношкірих вокалістів дебютували на маленькій фірмі «Sebring» синглом «You're A Big Girl Now». Незабаром увесь тираж цього видання викупила фірма «Avco». Завдяки її промоції запис потрапив на топ-аркуші. Також керівництво «Avco» віддало гурт під творчий нагляд композитора і продюсера Тома Белла — творця хітового звучання формації The Delfonics. Талановитий промотор відразу запримітив, що нові підопічні найкраще справляються з ліричним соулом і разом з автором текстів Ліндою Крід скомпонував для Stylistics серію творів, що легко сприймались.
У період 1971 — 1972 років до американських чартів у виконанні Stylistics потрапили, наприклад: «You Are Everything», «Betcha By Golly Wow» та «Im Stone In Love With You». Всі ці хіти характеризував палкий вокал Томпкінса, підкріплений багатоголоссям партнерів та винахідливою інструменталкою. 1974 року твір «You Make Me Feel Brand New» злетів на другу позицію в американському та британському чартах. Однак незабаром група припинила співпрацю з Беллом, схиляючись до легшого репертуару. Творчий матеріал ставав щоразу одноманітнішим, аранжування нового опікуна Вена Маккоя замінили лише цукор на сахарин, а колись хвилюючий фальцет Томпкінса вражав штучністю. Але незважаючи на падіння популярності у США, гурт здобув чималий успіх у Великій Британії, наприклад, синглами «Sing Baby Sing», «Cant Give You Anything (But My Love)» (обидва 1975 року) та «16 Bars» (1976 року), а також компіляцією «The Best Of The Stylistics». Проте все одно в цілому новий репертуар гурту визнали за пародію старого звучання.
1978 року Данн внаслідок погіршення стану здоров'я був змушений залишити своїх колег. Того ж року гурт перебрався на фірму «Mercury», a 1980 року уклав угоду з «TSOP/Philadelphia International». Записи на новій фірмі знову нагадали колишні дні, але перешкодою цього разу стали фінансово-правові проблеми «Philadelphia International». Пізніші платівки, які робились для фірми «Streetwise» час від часу з'являлись у ритм-енд-блюзовому чарті, однак золоті роки гурту минули безповоротно. У 1990-х роках відроджені Stylistics продовжили свою діяльність як тріо.

## Дискографія
| Обкладинка альбому | Дата видання | Назва                     |
| ------------------ | ------------ | ------------------------- |
|                    | 1971         | THE STYLISTICS            |
|                    | 1972         | ROUND 2                   |
|                    | 1973         | ROCKIN' ROLL BABY         |
|                    | 1974         | HEAVY                     |
|                    | 1974         | FROM THE MOUNTAIN         |
|                    | 1974         | LET'S PUT IT ALL TOGETHER |
|                    | 1975         | THANK YOU BABY            |
|                    | 1975         | YOU ARE BEAUTIFUL         |
|                    | 1976         | ONCE UPON A JUKEBOX       |
|                    | 1976         | FABULOUS                  |
|                    | 1977         | Wonder Woman              |
|                    | 1977         | SUN & SOUL                |
|                    | 1978         | IN FASHION                |
|                    | 1979         | LOVE SPELL                |
|                    | 1980         | HURRY UP THIS WAY AGAIN   |
|                    | 1981         | CLOSER THAN CLOSE         |
|                    | 1982         | 1982                      |
|                    | 1991         | LOVE TALK                 |
|                    | 1992         | CHRISTMAS                 |